# Ludwig Bölkow
Ludwig Bölkow (Schwerin, 30 de junho de 1912 — Grünwald, 25 de julho de 2003) foi um engenheiro e empresário alemão.
Seu pai Ludwig (1886–1952) foi mecânico na firma de Anthony Fokker em Schwerin, que após o retorno de Fokker para os Países Baixos trabalhou como estofador e decorador.

## 1932–1945
Após o Abitur no Realgymnasium em Schwerin na primavera de 1932, Ludwig Bölkow estudou a partir do outono de 1933 até o início de 1939 na atual Universidade Técnica de Berlim, especializando-se em construção de aviões. A partir de março de 1939 trabalhou no escritório de projetos da Messerschmitt AG em Augsburgo, desenvolvendo o primeiro Caça (avião) a jato eficazmente construído em série, o Messerschmitt Me 262. Em 1943 foi diretor de um escritório de desenvolvimento em Wiener Neustadt.